# Двоярусна пересадкова односклепінна станція

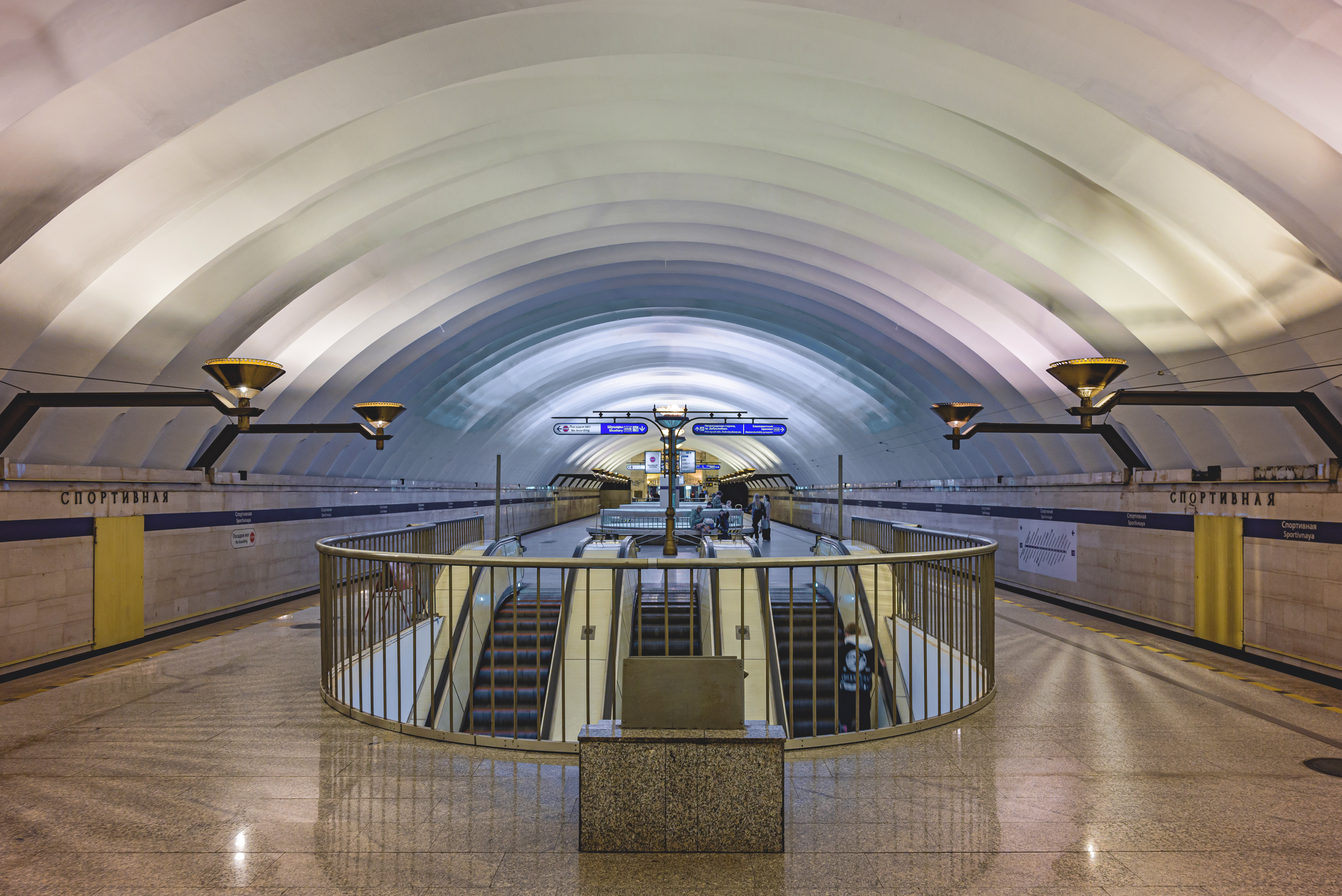
Станція «Спортивна» Петербурзького метрополітену, верхній ярус

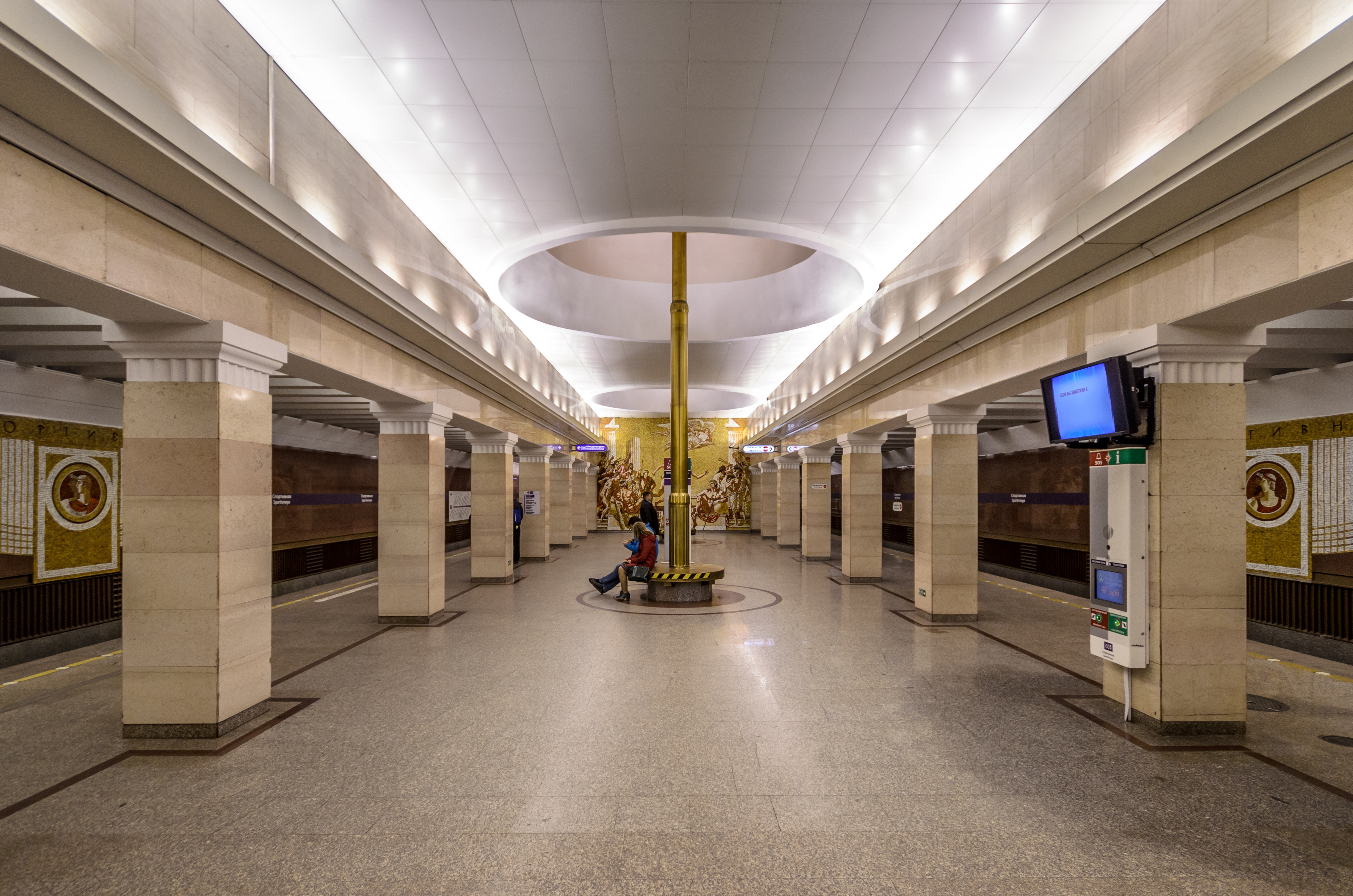
Станція «Спортивна» Петербурзького метрополітену, нижній ярус

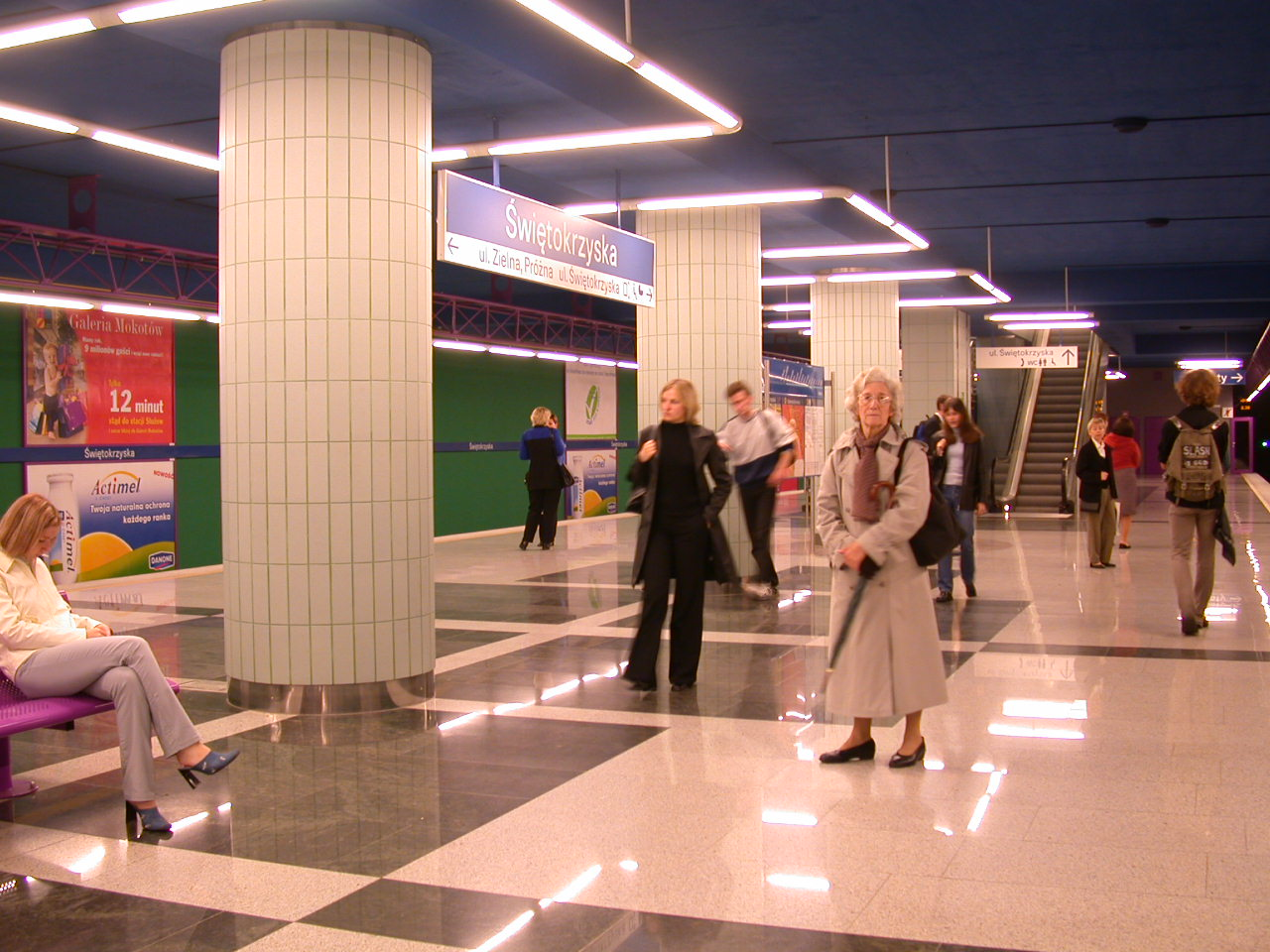
Станція «Свентокшиська» Варшавського метрополітену, верхній ярус

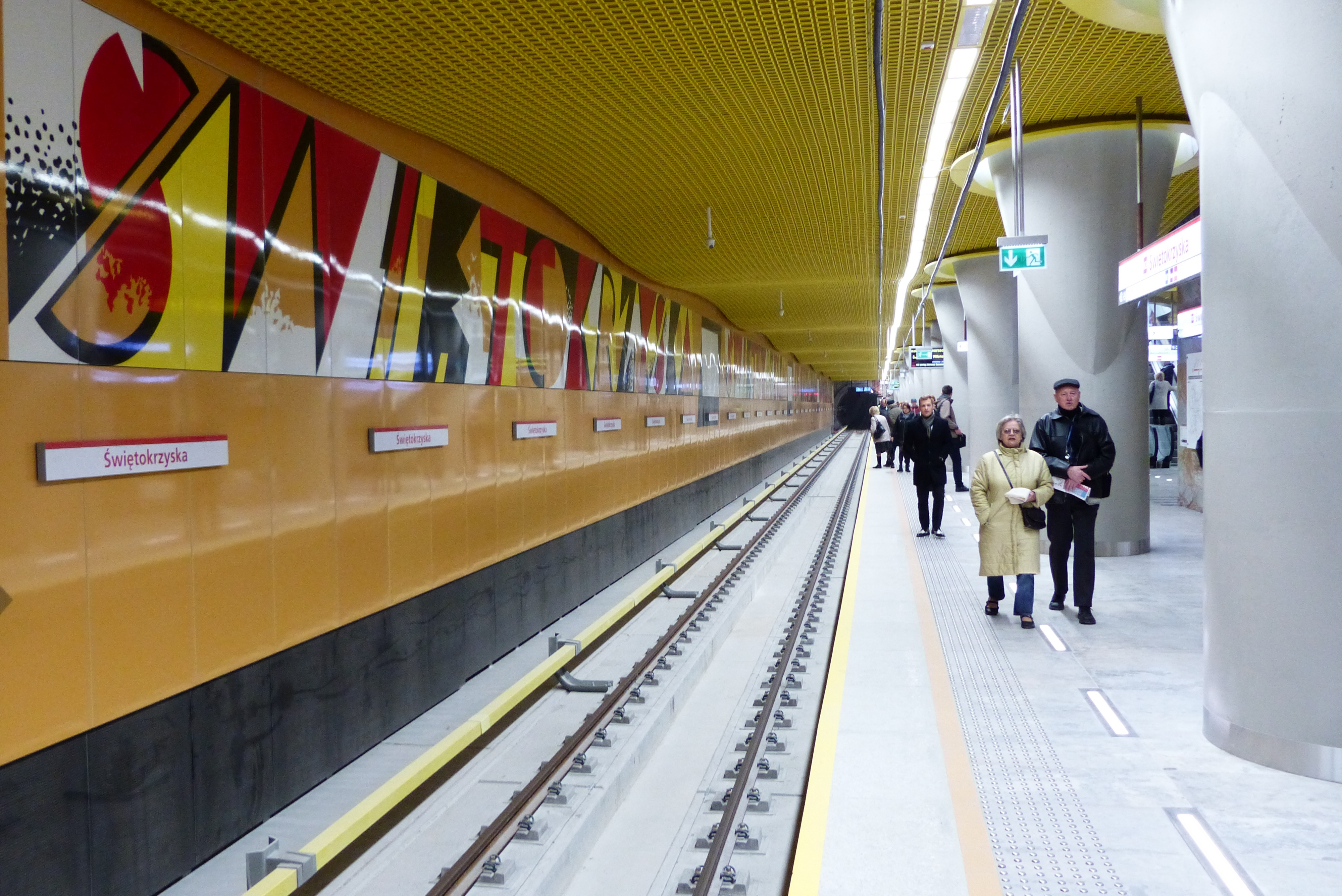
Станція «Свентокшиська» Варшавського метрополітену, нижній ярус

Двоярусна пересадкова односклепінна станція — тип станції метрополітену, глибокого закладення, здійснює прийом поїздів двох ліній чотирма коліями з пересадкою між лініями на єдиному конструктивному обсязі.
У поперечному розрізі її конструкція складається з збірного залізобетонного багатошарнірного склепіння, спирається на масивні опори всередині круглих тунелів великого діаметра. У частині перерізу споруджується зворотне склепіння, слугуючи одночасно розпором для бічних опор. Станційні зали розділені міжповерховим перекриттям, спираються на систему прогонів і колон. Конструктивна частина базується на досвіді спорудження односклепінних станцій зі збірними залізобетонними склепіннями, обтиснутим в ґрунт. Радіус верхнього склепіння — 11,2 м, зворотного — 15 м.
Ідея об'єднаного двоярусного пересадкового вузла народилася невипадково. По-перше, таке рішення істотно збільшує пропускну спроможність вузла і скорочує час для пересадки, зокрема й у пасажирів  прямуючих у зворотному напрямку. По-друге, така конструкція не потребує з'єднувальних коридорів, зазвичай влаштованих між роздільними станціями пересадкового вузла. Конструкція вузла поєднує всі переваги односклепінних станцій глибокого закладення, дозволяють значно зменшити її вплив на природний масив. Через компактність конструкції вузол займає мінімум підземного простору, видатки на його утримання також мінімальні. Усе це говорить про високу ефективності рішення.
На цей час у СНД побудована лише одна станція подібного типу — «Спортивна» в Санкт-Петербурзі (відкрита 15 вересня 1997). Після реконструкції 2015 року такий тип отримала станція «Свентокшиська» у Варшаві.